# Володін Василь Геннадійович
Васи́ль Генна́дійович Воло́дін (нар. 15 квітня 1979, село Корсунка Тальнівського району Черкаської області) — український діяч, голова Київської обласної державної адміністрації з 17 червня 2020 до 8 лютого 2022 року.

## Життєпис
2001 року закінчив Львівський університет ім. Франка за спеціальністю «Міжнародні відносини», кваліфікація «Спеціаліст з міжнародних відносин. Перекладач».
2002 року став менеджером з питань зовнішньоекономічної діяльності ПП «Укрфермерпостач» у Києві. У 2003—2004 роках — заступник директора ТОВ "Торговий дім «Дівіко» та ТОВ "Група компаній «Украрго» (за сумісництвом) у Києві.
У березні 2004 року розпочав державну службу з посади головного спеціаліста відділу з питань оподаткування управління з питань оподаткування та зовнішньоекономічної діяльності Департаменту фінансового законодавства Міністерства юстиції України, де пропрацював до 2006 року на різних посадах.
З 2006 по 2010 рік працював у Державному агентстві України з інвестицій та інновацій. Займаючи посади від заступника начальника Юридичного управління — начальника відділу фінансового законодавства та розвитку ринків капіталу до директора Юридичного департаменту Державного агентства.
У 2010 році став заступником генерального директора Державного підприємства «Державна інвестиційна компанія», у 2011 році — заступником голови Спостережної ради Публічного акціонерного товариства «Український банк реконструкції та розвитку». З 2012 по 2019 роки обіймав посаду директора Департаменту правового забезпечення Національної комісії, що здійснює державне регулювання у сфері зв'язку та інформатизації.
До 20 грудня 2019 року — в.о. гендиректора Державного підприємства «Електронмаш».
З 20 грудня 2019 року — заступник голови Київської ОДА.
З 11 березня по 17 червня 2020 року — тимчасовий виконувач обов'язків голови Київської обладміністрації.
З 17 червня 2020 до 8 лютого 2022 року — голова Київської обласної державної адміністрації.
З травня 2022 року — державний секретар Міністерства розвитку громад та територій України. Державний службовець 2-го рангу.

## Родина
Одружений. Має двох дітей.

## Звання та нагороди
- Заслужений юрист України (2016)[8].
- Двічі отримав подяку Прем'єр-міністра України.
- Почесна грамотою Кабінету Міністрів України.